# Cataulacus longinodus
Cataulacus longinodus é uma espécie de formiga do gênero Cataulacus, pertencente à subfamília Myrmicinae.